# Глазиріно
Глази́ріно (рос. Глазырино, марій. Глазырин) — присілок у складі Сернурського району Марій Ел, Росія. Входить до складу Сердезького сільського поселення.

## Населення
Населення — 103 особи (2010; 97 у 2002).
Національний склад (станом на 2002 рік):
- марі — 71 %
- росіяни — 28 %